# Płoniawy-Bramura
Płoniawy-Bramura is een dorp in het Poolse woiwodschap Mazovië, in het district Makowski. De plaats maakt deel uit van de gemeente Płoniawy-Bramura.